# Obed Calvaire

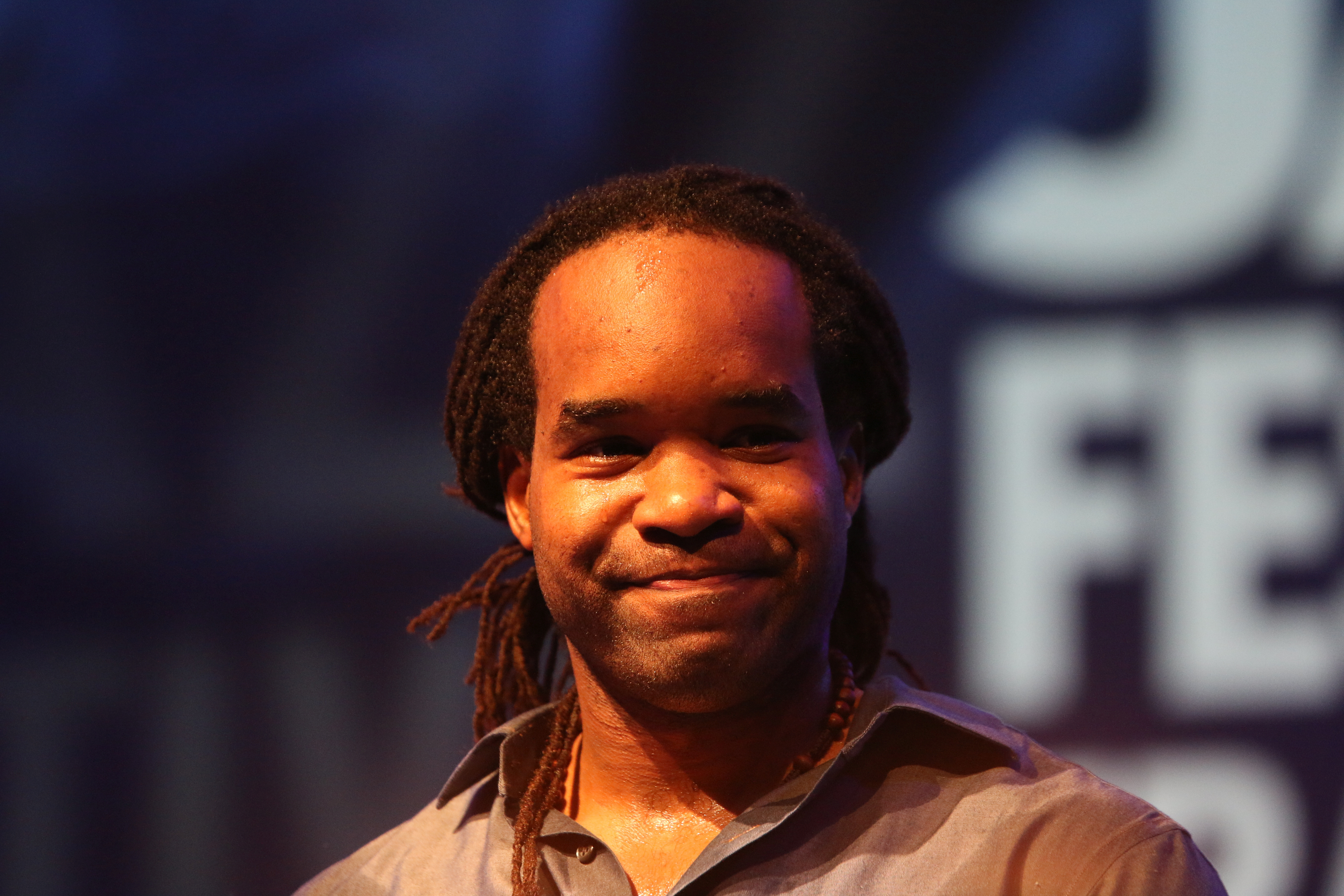
Obed Calvaire (2015)

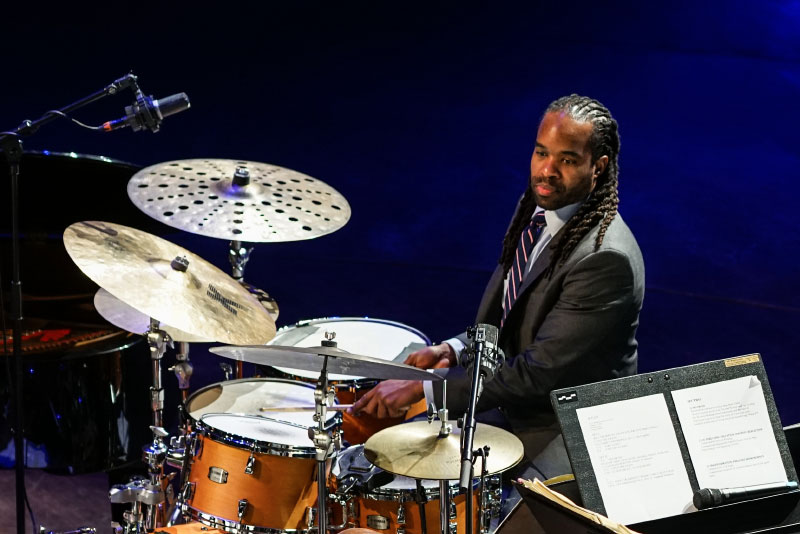
Obed Calvaire
(Aalborg, Dänemark 2020)

Obed Calvaire (* um 1982 in Miami) ist ein US-amerikanischer Jazz-Schlagzeuger.

## Leben und Wirken
Calvaire, der haitianische Wurzeln hat, erwarb sowohl Bachelor- (2003) und Masterabschluss (2005) an der Manhattan School of Music. Seitdem arbeitete er u. a. mit Wynton Marsalis, Seal, Eddie Palmieri (Sabiduría, 2017), Mark Murphy, David Foster, Mary J. Blige, Stefon Harris, Kurt Rosenwinkel, Nellie McKay, Yellowjackets, Joshua Redman, Steve Turre und Lorenz Kellhuber. Er spielte ferner im Village Vanguard Orchestra, Metropole Orkest, in der Mingus Big Band, im SFJazz Collective, dem Jazz at Lincoln Center Orchestra sowie in den Bigbands von Roy Hargrove und Bob Mintzer.
Im Bereich des Jazz war er zwischen 2001 und 2024 an 102 Aufnahmesessions beteiligt, außer den Genannten auch bei Monty Alexander, Richard Bona, Sean Jones, Eli Degibri, Etienne Charles, Linda May Han Oh (The Glass Hours, 2023), David Kikoski, David Liebman, Zach Brock, den Clayton Brothers, Eddie Palmieri (Sabiduría, 2017), Cecile McLorin Salvant und Ben Wendel. 2019 gehörte er dem John Ellis Quartet und dem Trio von Romain Collin (Tiny Lights) an.

## Diskographische Hinweise
- Obed Calvaire, Bob Franceschini, Kevin Hays & Orlando le Fleming: Whole Lotta Love: The Music of Led Zeppelin (Chesky Records, 2021)
- 150 Million Gold Francs (2024), mit Godwin Louis, Harold St. Louis, Dener Ceide, Sullivan Fortner, Addi Lofosse